# Naga (comics)
Pour les articles homonymes, voir Naga.
Naga est un super-vilain appartenant à l'univers de Marvel Comics. Il est apparu pour la première fois dans Sub-Mariner #9, en 1969.

## Biographie du personnage
Naga était un Atlante, né il y a plus de 600 ans, vivant à Lémuria, un continent englouti. 
Adorateur du dieu Set, qui le dota d'une peau écailleuse afin qu'il lui ressemblât et lui ordonna de porter la Couronne du Serpent, un artefact maudit. Les gardes qu'il envoya pour la lui ramener tombèrent morts quand il la touchèrent. Il put la prendre sans danger et y vit un signe divin, commençant un règne de terreur. La Couronne, ointe d'un certain type de poison rare, lui permit de vivre très longtemps et le transforma encore plus en tyran reptilien.
Un jour, des rebelles réussirent à lui voler la Couronne et à fuir vers l'Antarctique pour la cacher. Privé de sa source de pouvoir, Naga commença à vieillir. Il dépêcha des émissaires à sa recherche pendant des décennies.
Au XXe siècle, Llyra, une hybride Atlante-Lémurienne, vint vivre à Lémuria et devint grande prêtresse de Set, et maîtresse du vieux Naga, cherchant à la manipuler. Elle épousa finalement le fils du despote, le Prince Merro.
C'est Namor qui retrouva un jour la Couronne du Serpent, sans connaître sa nature. Naga arriva à Atlantis et, grâce à l'artefact et avec l'aide de Lady Dorma, prit le contrôle de la ville. Namor dut lutter contre son propre peuple avant de parvenir à retirer la couronne de la tête de Naga ; il la jeta dans les abysses.
Un quêteur, Karthon, retrouva la Couronne et kidnappa Namor, les amenant devant Naga à Lémuria. Le tyran ne retrouva pas sa jeunesse comme il l'escomptait. Furieux, il voulut sacrifier Namor mais Karthon refusa de tuer le prince désarmé. Finalement, Namor fit s'écrouler la palais de Naga. Ce dernier élimina les Quêteurs qui s'étaient rebellé et avaient pris le parti de Namor, et invoqua Gargantos. Le monstre, aveuglé par Namor, dévasta la cité.
Quand le palais s'écroula, Namor découvrit que Naga avait tué la sœur de Karthon. Enragé, ce dernier empala son maître de son épée.
Karthon  résista à l'appel maléfique de la Couronne du Serpent et devint le nouveau roi de Lémuria.
Le corps de Naga fut enterré avec la couronne. Son esprit, lié à l'artefact, revint une fois dans la réalité mais fut détruit dans un combat contre Ghaur, qui avait créé une seconde Couronne.

## Pouvoirs et capacités
- En tant que homo mermani, Naga possédait 10 fois la force d'un être humain. Parfaitement adapté à la vie sous-marine, il pouvait nager à 56 km/h. Sa vision était adaptée à la noirceur des profondeurs et son corps supportait le froid.
- Avec la Couronne, il atteignait un niveau de force équivalent à la Classe 100. Il pouvait émettre des rafales de force mystique assez puissantes pour raser des bâtiments. Il pouvait aussi se téléporter, lire les esprits et même les contrôler, projeter des illusions.
- Tant qu'il portait la Couronne, il ne vieillissait pas, ce qui lui a permis de vivre plus de 700 ans.